# 阿部武智雄

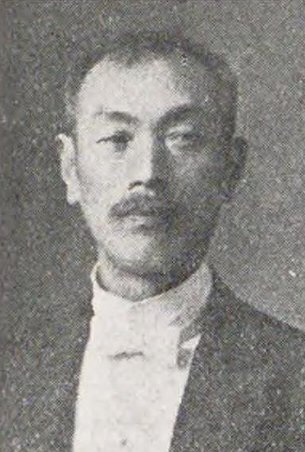
阿部武智雄

阿部 武智雄（あべ たけちお、1863年3月17日（文久3年1月28日） – 1931年（昭和6年）2月3日）は、衆議院議員（立憲政友会→政友本党）。

## 経歴
陸奥国北津軽郡七和村（現在の青森県五所川原市）に阿部弥吉の長男として生まれる。青森県師範学校を卒業後、小学校訓導を務めていたが、政界に進出し、七和村会議員、北津軽郡会議員、同参事会員、同議長、青森県会議員、同参事会員、同副議長、同議長を歴任した。岩木川改修期成同盟会長として岩木川の治水に尽力し、また造林事業にも力を注いだ。
1917年（大正6年）、第13回衆議院議員総選挙に出馬し、当選。第14回衆議院議員総選挙でも再選された。
その他に青森日報社専務取締役を務めた。